# Konstrukcja prętowa
Konstrukcja prętowa (układ prętowy) – konstrukcja płaska lub przestrzenna, której wszystkie elementy są prętami połączonymi w węzłach.
Przykładami takich konstrukcji są ramy, ruszty, łuki i kraty.
Wśród konstrukcji prętowych wyróżniają się dwie podstawowe grupy:
- statycznie wyznaczalne, w których obliczanie sił przekrojowych jest możliwe przy wykorzystaniu samych tylko równań równowagi statycznej, zastosowanych do całej konstrukcji lub też jej części, wyodrębnionych z całości, za pomocą wirtualnych przecięć,
- statycznie niewyznaczalne, w których liczba niewiadomych sił przekrojowych jest większa od liczby liniowo niezależnych równań równowagi, jakie można zapisać dla całej konstrukcji lub też jej części wyodrębnionych za pomocą wirtualnych przecięć. Brakujące równania uzyskuje się na podstawie równań zgodności przemieszczeń (metoda sił). Do obliczania takich konstrukcji stosuje się dzisiaj najczęściej metodę polegającą na budowaniu równań równowagi węzłowych więzów kinematycznych (metoda przemieszczeń). Ta metoda ma tę zaletę, że może służyć w niezmienionej postaci, również do obliczania układów statycznie wyznaczalnych. Koncepcja tej metody znalazła dziś daleko idące uogólnienie w postaci metody elementów skończonych.

## Metoda sił
Metoda sił służy do obliczania statycznie niewyznaczalnych konstrukcji prętowych. Polega ona na przekształceniu danej konstrukcji niewyznaczalnej w wyznaczalną przez usunięcie nadliczbowych więzów kinematycznych i zastąpienie ich reakcjami {\displaystyle X_{i}} tych więzów. Brakujące równania równowagi zostają uzupełnione równaniami zgodności przemieszczeń wywoływanych przez nadliczbowe siły (hiperstatyczne) {\displaystyle X_{i}} i dane obciążenie zewnętrzne.
Cechą charakterystyczną konstrukcji (układów) statycznie niewyznaczalnych jest ich przesztywnienie na skutek wprowadzenia w schemacie statycznym nadliczbowych więzów kinematycznych. Z kinematycznego punktu widzenia oznacza to, że ich usunięcie przekształca konstrukcję w pewien chwiejny mechanizm. Najmniejsza liczba więzów niezbędna do tego aby układ nie był chwiejny, występuje w konstrukcjach statycznie wyznaczalnych. Wprowadzenie w takim układzie n dodatkowych więzów kinematycznych przekształca go w układ n-krotnie statycznie niewyznaczalny, do rozwiązania którego brakuje równań równowagi.
Idea metody sił polega na tym, że usuwa się nadliczbowe więzy kinematyczne i zastępuje się je ich niewiadomymi reakcjami {\displaystyle X_{i},\;\;i=1,\ 2,\ \dots ,\ n} działającymi na statycznie wyznaczalny układ podstawowy metody sił. Odpowiadające tym reakcjom przemieszczenia pochodzą od działania tych reakcji i działania danego obciążenia zewnętrznego. Ponieważ w danym układzie wyjściowym więzy działają, to sumaryczne wartości tych przemieszczeń są zerowe. Fakt ten pozwala napisać tzw. równania zgodności przemieszczeń w następującej postaci
{\displaystyle \Delta _{i}=\delta _{i1}X_{1}+\delta _{i2}X_{2}+\ldots +\delta _{in}X_{n}+\Delta _{ip}=0,\quad i=1,\ 2,\ \dots \ n,}
gdzie oznaczono przez
{\displaystyle \Delta _{i}} – sumaryczne przemieszczenie odpowiadające sile {\displaystyle X_{i},}
{\displaystyle X_{i}} – niewiadoma wartość reakcji i-tego więzu kinematycznego,
{\displaystyle \delta _{ij}} – przemieszczenie odpowiadające reakcji i-tego więzu wywołane działaniem siły {\displaystyle X_{j}=1,}
{\displaystyle \Delta _{ip}} – przemieszczenie odpowiadające reakcji i-tego więzu wywołane działaniem danego obciążenia zewnętrznego.
Układ równań zgodności przemieszczeń można zapisać macierzowo
{\displaystyle D{\vec {X}}+{\vec {\Delta }}=0,\quad D={\begin{bmatrix}\delta _{11}&\delta _{12}&\dots &\delta _{1n}\\\delta _{21}&\delta _{22}&\dots &\delta _{2n}\\\dots &\dots &\dots &\dots \\\delta _{n1}&\delta _{n2}&\dots &\delta _{nn}\end{bmatrix}},\quad {\vec {X}}={\begin{bmatrix}X_{1}\\X_{2}\\\dots \\X_{n}\end{bmatrix}},\quad {\vec {\Delta }}={\begin{bmatrix}\Delta _{1p}\\\Delta _{2p}\\\dots \\\Delta _{np}\end{bmatrix}}.}
Macierz D nazywana jest macierzą podatności układu.
Statycznie wyznaczalny układ podstawowy metody sił, obciążony obliczonymi reakcjami {\displaystyle X_{i}} więzów nadliczbowych i danym obciążeniem zewnętrznym, zachowuje się dokładnie tak samo jak wyjściowy układ statycznie niewyznaczalny poddany danym obciążeniom zewnętrznym.

## Metoda przemieszczeń
Metoda przemieszczeń – podobnie jak metoda sił – służy do obliczania konstrukcji statycznie niewyznaczalnych. Idea tej metody jest jednak zupełnie odmienna i polega na utworzeniu układu podstawowego przez nałożenie, na układ wyjściowy, tylu dodatkowych węzłowych więzów kinematycznych ile jest konieczne dla całkowitego unieruchomienia wszystkich węzłów układu. Reakcje tych więzów równoważą działanie danego obciążenia zewnętrznego działającego na układ oraz „obciążeń (wymuszeń) kinematycznych” w postaci niewiadomych przemieszczeń węzłowych {\displaystyle Z_{i},\;i=1,\ 2,\ \dots ,\ n.} Ponieważ w układzie wyjściowym więzy nie występują więc układ podstawowy zachowuje się tak samo jak wyjściowy wtedy, gdy sumaryczne reakcje {\displaystyle R_{i},\;i=1,\ 2,\ \dots ,\ n} więzów kinematycznych mają wartości zerowe. Wartości niewiadomych przemieszczeń {\displaystyle Z_{i}} można obliczyć z równań równowagi węzłów
{\displaystyle R_{i}=k_{i1}Z_{1}+k_{i2}Z_{2}+\ldots +k_{in}Z_{n}+R_{ip}=0,\quad i=1,\ 2,\ \dots \ n,}
gdzie oznaczono przez
- {\displaystyle R_{i}} – sumaryczna reakcja i-tego więzu,
- {\displaystyle Z_{i}} – niewiadoma wartość przemieszczenia i-tego węzła,
- {\displaystyle k_{ij}} – reakcja i-tego więzu wywołana działaniem wymuszenia kinematycznego {\displaystyle Z_{j}=1,}
- {\displaystyle R_{ip}} – reakcja i-tego więzu wywołana działaniem danego obciążenia zewnętrznego.

Układ podstawowy metody przemieszczeń obciążony kinematycznie, obliczonymi przemieszczeniami {\displaystyle Z_{i}} nałożonych więzów i danym obciążeniem zewnętrznym, zachowuje się dokładnie tak samo jak układ wyjściowy poddany danym obciążeniom zewnętrznym.
Układ równań równowagi więzów można zapisać macierzowo
{\displaystyle K{\vec {Z}}+{\vec {R}}=0,\quad K={\begin{bmatrix}k_{11}&k_{12}&\dots &k_{1n}\\k_{21}&k_{22}&\dots &k_{2n}\\\dots &\dots &\dots &\dots \\k_{n1}&k_{n2}&\dots &k_{nn}\end{bmatrix}},\quad {\vec {Z}}={\begin{bmatrix}Z_{1}\\Z_{2}\\\dots \\Z_{n}\end{bmatrix}},\quad {\vec {R}}={\begin{bmatrix}R_{1p}\\R_{2p}\\\dots \\R_{np}\end{bmatrix}}.}
Macierz K nazywana jest macierzą sztywności układu.
Metoda przemieszczeń nadaje się również do obliczania konstrukcji statycznie wyznaczalnych co decyduje o jej uniwersalności.

## Metoda mieszana
Metoda mieszana polega na połączeniu idei metody sił i metody przemieszczeń. Układ podstawowy tej metody powstaje przez usunięcie niektórych więzów kinematycznych i nałożenie innych więzów kinematycznych na wybrane węzły konstrukcji. Zastosowanie metody mieszanej pozwala zminimalizować liczbę niewiadomych, którymi są uzewnętrznione reakcje {\displaystyle X_{i}} usuniętych więzów i przemieszczenia {\displaystyle Z_{i}} więzów nałożonych na węzły.
Skuteczność metody mieszanej zależy od struktury obliczanej konstrukcji. Najlepiej, gdy konstrukcja da się podzielić na części o niskiej i wysokiej statycznej niewyznaczalności. Układ równań metody mieszanej przybiera postać
{\displaystyle {\begin{bmatrix}D&H\\-H^{T}&K\end{bmatrix}}{\begin{bmatrix}X\\Z\end{bmatrix}}={\begin{bmatrix}\Delta \\R\end{bmatrix}},}
gdzie {\displaystyle D,\ K,\ X,\ Z,\ \Delta ,\ R} – odpowiednio tak, jak w metodach sił i przemieszczeń, zaś {\displaystyle H=[h_{ij}],\quad h_{ij}} – jest przemieszczeniem odpowiadającym niewiadomej {\displaystyle X_{i}} wywołanym niewiadomą {\displaystyle Z_{j}=1.} Analogicznie {\displaystyle H^{T}=[h_{ij}],\quad h_{ij}} – jest siłą odpowiadającą niewiadomej {\displaystyle Z_{i}} wywołaną niewiadomą {\displaystyle X_{j}=1.}

## Aspekty obliczeniowe MS, MP i MM
Omówione powyżej metody były powszechnie stosowane w czasach, kiedy obliczenia konstrukcji wykonywano ręcznie. Istotnym problemem jest zminimalizowanie ilości obliczanych niewiadomych, która zależy od schematu konstrukcji. Wybór metody obliczeń był umotywowany chęcią ograniczenia pracochłonności obliczeń. Współcześnie przydatność metody ocenia się na podstawie łatwości jej algorytmizacji. Dlatego metoda przemieszczeń nadająca się do obliczeń wszelkiego rodzaju konstrukcji, także tych statycznie wyznaczalnych, stała się najbardziej użyteczna. Istota tej metody, pozwalająca na jej daleko idące uogólnienia (metoda elementów skończonych), polega na tym, że przemieszczenie dowolnego punktu konstrukcji jest jednoznacznie określone przez jej przemieszczenia węzłowe i dane obciążenie zewnętrzne.